# Bay Harbor Islands
Bay Harbor Islands è un comune degli Stati Uniti d'America situato nella parte settentrionale della Contea di Miami-Dade dello Stato della Florida.
Secondo le stime del 2011, la città ha una popolazione di 5.762 abitanti su una superficie di 1,6 km².